# De vrouw in het wit (hoorspel)
De vrouw in het wit is een hoorspelserie naar de roman The Woman in White (1859) van Wilkie Collins, in de bewerking van Howard Agg. De AVRO zond ze uit vanaf zondag 1 oktober 1961. De regisseur was Dick van Putten.

## Delen
- Deel 1: Limmeridge House (duur: 36 minuten)
- Deel 2: Vreemde gebeurtenissen (duur: 29 minuten)
- Deel 3: De schaduw (duur: 35 minuten)
- Deel 4: Het contract (duur: 33 minuten)
- Deel 5: Blackwater Park (duur: 33 minuten)
- Deel 6: De handtekening (duur: 32 minuten)
- Deel 7: De gedaante bij het meer (duur: 31 minuten)
- Deel 8: De gevangene (duur: 30 minuten)
- Deel 9: Een brief uit Londen (duur: 26 minuten)
- Deel 10: De donkere weg (duur: 33 minuten)
- Deel 11: De huwelijksakte (duur: 33 minuten)
- Deel 12: De laatste kans (duur: 40 minuten)

## Rolbezetting
- Els Buitendijk (Anne, de vrouw in het wit)
- Irene Poorter (Laura Fairly)
- Jan Borkus (Walter Hartright)
- Louis de Bree (Mr. Frederick Fairly)
- Harry Bronk (Thomas)
- Alex Faassen jr. (een koetsier)
- Donald de Marcas (Louis)
- Annemarie van Ees (Marian Halcombe)
- Wiesje Bouwmeester (een huishoudster, Mrs. Vesey)
- Miep van den Berg (Mrs. Postle)
- Jaap Maarleveld (Jacob)
- Nina Bergsma (Tom)
- Eva Janssen (Mrs. Clements)
- Rob Geraerds (Mr. Gilmore)
- Huib Orizand (Sir Percival Glyde)
- Paul Deen (Mr. Merriman)
- Nel Snel (Mrs. Michelson)
- Wam Heskes (Graaf Fosco)
- Dogi Rugani (Madame Fosco)
- Ingrid van Benthem (Margaret)
- Dick van ’t Sant (een boodschapper)
- Rien van Noppen (dokter Dawson & een directeur)
- Joke Hagelen (een dienstmeisje)
- Tine Medema (een bewaakster)
- Tonny Foletta (John Basser)
- Hans Veerman (Mr. Wansborough)
- Alex Faassen jr., Chiel de Kruijff, Donald de Marcas, Hans Simonis & Jan Verkoren (voorbijgangers)
- Dries Krijn (Giovanni Pesca)

## Inhoud
Het verhaal begint met Walters ontmoeting met de vrouw in het wit, die hij redt uit de handen van haar achtervolgers. Walter krijgt een baan als tekenleraar aangeboden bij egoïstische en onvriendelijke Mr. Fairlie, en zo ontmoet hij diens nicht Laura, die sterk lijkt op de mysterieuze vrouw in het wit. Walter wordt verliefd op Laura, en die liefde is wederkerig, maar zij is reeds uitgehuwelijkt aan Sir Percival Glyde…